# Orkanen Dennis
Orkanen Dennis var en tropisk orkan som drabbade Haiti, Kuba och USA under juli 2005.

## Stormhistoria
Orkanen föddes som en tropisk cyklon i sydöstra Karibiska havet. Den var den första stormen under säsongen. Nästan direkt gjorde stormen landkänning på Grenada, med vindar på 48 km/h. På morgonen den 5 juli ökade stormen i kraft och blev en tropisk storm.
På eftermiddagen den 6 juli utvecklades stormen till en tropisk orkan samtidigt som den avancerade mot Hispaniola. Nu var stormen en kraftfull och välorganiserad kategori 1-orkan enligt Saffir–Simpson-orkanskalan. Efterföljande dag ökade orkanen snabbt i styrka, till en kategori 4-orkan. Då började orkanen röra sig i en mer nordlig kurs, mot Jamaica och Kuba. När den närmade sig Kuba växte dess styrka till just under en kategori 5-orkan. Den var alltså väldigt nära den kraftfullaste form av en orkan, samtidigt som den rörde sig mot Kuba.
Den 7 juli hamnade orkanen mellan Jamaica och Kuba. Orkanen hade landkänning nära Punta dal Inglés med vindar på 220 km/h sent den dagen. Samtidigt minskade den i styrka till en kategori 3-orkan. Den ökade dock i styrka igen och den 8 juli slog den till mot syd-centrala Kuba, med vindar på 220 km/h.
När Dennis rörde sig över bergen stördes dock dess cirkulationssystem, och Dennis minskade i styrka så pass att den blev en kategori ett-orkan. Man uppmärksammade dock orkanen fortfarande, då den kunde utveckla sig till en kategori fyra-orkan igen.
På morgonen den 10 juli ökade den dock igen till en kategori fyra-orkan. Orkanen fortsatte att röra sig norrut och hotade nu USA:s sydkust. Man skickade ut varningar för Florida Panhandle, Alabama och Mississippi. Man befarade att orkanen skulle träffa med nästan full styrka sen eftermiddag, men orkanen minskade då i styrka, just före landkänning, till en kategori tre-orkan.
Orkanen förlorade sedan styrka under dagen och blev en något svagare tropisk cyklon tidigt den 11 juli. Den dog slutligen ut över Ontario, den 13 juli.